# Ames (Franciaország)
Ames település Franciaországban, Pas-de-Calais megyében. Lakosainak száma 660 fő (2022. január 1.). Ames Lières, Lillers, Ferfay, Amettes és Auchy-au-Bois községekkel határos.

## Népesség
A település népességének változása:
| Lakosok száma | 657  | 652  | 650  | 636  | 632  | 628  | 627  | 643  | 660  |
|               | 2013 | 2015 | 2016 | 2017 | 2018 | 2019 | 2020 | 2021 | 2022 |